# Otto Nilsson
Otto Nilsson (ur. 26 września 1879 w Göteborgu, zm. 10 listopada 1960 tamże) – szwedzki lekkoatleta, który specjalizował się w rzucie oszczepem.
Dwukrotny reprezentant Szwecji w igrzyskach olimpijskich – Londyn 1908 oraz Sztokholm 1912. W Londynie zajął trzecie miejsce i zdobył brązowy medal w rzucie oszczepem z wynikiem 47,11. Cztery lata później z konkursie rzutu oszczepem był 10., a w rzucie dyskiem zajął dopiero 39. lokatę. Rekord życiowy: rzut oszczepem - 52,73 (1912).